# MT4
MT4 (англ. Metallothionein 4) – білок, який кодується однойменним геном, розташованим у людей на 16-й хромосомі. Довжина поліпептидного ланцюга білка становить 62 амінокислот, а молекулярна маса — 6 509.
| 10         |  | 20         |  | 30         |  | 40         |  | 50         |
| ---------- |  | ---------- |  | ---------- |  | ---------- |  | ---------- |
| MDPRECVCMS |  | GGICMCGDNC |  | KCTTCNCKTY |  | WKSCCPCCPP |  | GCAKCARGCI |
| CKGGSDKCSC |  | CP         |  |            |  |            |  |            |

A: Аланін

C: Цистеїн

D: Аспарагінова кислота

E: Глутамінова кислота

G: Гліцин

I: Ізолейцин

K: Лізин

M: Метіонін

N: Аспарагін

P: Пролін

R: Аргінін

S: Серин

T: Треонін

V: Валін

W: Триптофан

Білок має сайт для зв'язування з іоном міді, іонами металів, іоном цинку. 